# Heinrich Oenning

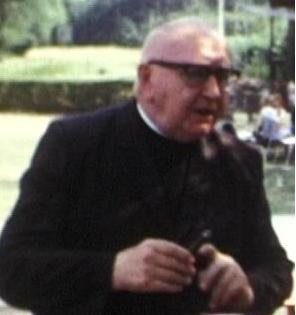
Heinrich Oenning, August 1974

Heinrich Oenning (* 3. April 1904 in Weseke; † 12. November 1977 in Beckum) war ein katholischer Geistlicher. Als Widersacher des Nationalsozialismus war er im KZ Dachau inhaftiert.

## Leben
Heinrich Oenning wurde als Sohn eines Bauern geboren. Aufgrund seines Lerneifers und seiner Begabung gestattete ihm der Vater, das Gymnasium zu besuchen, zunächst in Borken, dann das Gymnasium Paulinum in Münster, an dem er 1924 das Abitur ablegte. Anschließend studierte er Theologie in Münster und in München. Am 22. Dezember 1928 wurde er in Münster zum Priester geweiht. Von 1928 bis 1931 war er Kaplan an der Propsteikirche St. Urbanus in Gelsenkirchen-Buer. Von 1931 an war er Diözesansekretär des Volksvereins für das katholische Deutschland, bis zu dessen Verbot durch die Nationalsozialisten 1933. Danach arbeitete Oenning als Gefängnisseelsorger in Münster und war zudem Präses der Werkjugend, des Jugendverbandes der katholischen Arbeitervereine, für den Gau Münsterland. 1938 wurde er als Kaplan in die Pfarrei St. Michael in Duisburg-Wanheimerort versetzt.
Nach der „Machtergreifung“ wurde Kaplan Oenning mehrfach verhört. Ihm wurde zum einen vorgehalten, die Bibliothek des verbotenen Volksvereins fortgeführt und so NS-kritische Schriften verbreitet zu haben, und zum anderen, nach dem Verbot der katholischen Jugendverbände 1938 die Jugendarbeit fortgesetzt zu haben und damit die Gleichschaltung der Jugend durch die Hitlerjugend zu unterlaufen. Er wurde beschuldigt, den am 6. Februar 1939 aufgelösten Katholischen Jungmännerverband (KJMV) illegal weiterzuführen. Am 16. Mai 1941 wurde er wegen „staatsfeindlicher“ Äußerungen von der Gestapo verhaftet. Außerdem hielt man ihm vor, gegen Maßnahmen des NS-Staates (u. a. gegen den Reichsarbeitsdienst, das Pflichtjahr und Umsiedlungen) öffentlich Stellung genommen zu haben. In einem Brief an die Mitglieder des Männerapostolates hatte Kaplan Oenning die Angriffe der Wehrmacht auf „schwächere Nachbarn“ als „schreiendes Unrecht“ bezeichnet. Am 22. August 1941 wurde er in den Pfarrerblock (KZ Dachau) eingeliefert (Häftlings-Nr. 26985). Denn er zersetze – so die Gestapo – den „Willen zur wehrhaften Selbstbehauptung“.
Am 18. Oktober 1941 wurde Kaplan Oenning dem Sondergericht Düsseldorf überstellt und von diesem zu 8 Monaten Haft verurteilt. Oenning habe, so das Gericht, „die Feindpropaganda übernommen, Deutschland sei ein räuberischer Nachbar“. Seinem Rechtsanwalt gelang es zu erwirken, dass Kaplan Oenning am 13. Januar 1942 aus der Haft im KZ Dachau zum Dienst in der Wehrmacht eingezogen wurde. Damit unterlag er der Wehrgerichtsbarkeit und war insofern vor einem erneuten Zugriff der Gestapo geschützt. Im April 1945 geriet er in amerikanische Gefangenschaft, aus der er nach wenigen Wochen entlassen wurde.
Von 1948 bis 1951 war Heinrich Oenning Pfarrer in St. Laurentius in Gelsenkirchen-Horst, ab 6. Mai 1951 Pfarrdechant in St. Stephanus in Beckum. 1967 wurde er zum Propst ernannt. 1975 trat er in den Ruhestand.

## Ehrungen
- Bundesverdienstkreuz am Bande (30. Dezember 1976)[12]